# Bordj T'har
Bordj T'har (em árabe: برج الطهر) é uma cidade e comuna localizada na província de Jijel, Argélia. Segundo o censo de 2008, a população total da cidade era de 3 889 habitantes.